# Trichodischia
Trichodischia är ett släkte av tvåvingar. Trichodischia ingår i familjen parasitflugor.
Kladogram enligt Catalogue of Life:
| Trichodischia | \| \| Trichodischia caerulea \| \| \| \| \| \| Trichodischia soror \| \| \| \| |
|               | \| \| Trichodischia caerulea \| \| \| \| \| \| Trichodischia soror \| \| \| \| |
|               | Trichodischia caerulea                                                         |
|               |                                                                                |
|               | Trichodischia soror                                                            |
|               |                                                                                |